# Pedicularis dichrocephala
Pedicularis dichrocephala là loài thực vật có hoa thuộc họ Cỏ chổi. Loài này được Hand.-Mazz. mô tả khoa học đầu tiên năm 1936.